# 미토마구

미토마구(Mitooma)는 우간다의 구로 행정 중심지는 미토마이며 면적은 542.8km2, 인구는 196,300명(2012년 기준)이다. 행정 구역상으로는 서부 주에 속한다. 북쪽으로는 부셰니 구, 동쪽으로는 셰마 구, 남쪽으로는 은퉁가모 구, 서쪽으로는 루쿵기리 구와 접한다.

## 같이 보기
- 서부주 (우간다)
- 부셰니구
- 우간다의 행정 구역